# Рыбко, Эверест Сергеевич
Рыбко Эварест Сергеевич (1895—1980) — генерал-майор. 
Принимал участие в боях за освобождении Ленинграда.

## Биография
Родился в 1895 году в Курской области Суджанский районе в Слободе Гончарной. По другим сведениям в Азербайджане, с. Ленинабоя.
В РККА с 1918 года.
Участник Гражданской войны (1918—1921).
Участник Советско-Финляндской войны (1939—1940).
Командующий 42-й армией с 30.04. по 09.07.1945.
Первый заместитель командующего Ленинградского военного округа с 09.07.1945.

Начальник штаба Ленинградского военного округа (с августа 1946 г.).

Дата окончания службы: 21.05.1952

### Звания и военная карьера
- гвардии генерал-майор (15.09.1943)
- гвардии полковник
- гвардии подполковник [1][2]
- начальник оперативного отдела 21-й Армии Донского Фронта

### Награды
- Орден Ленина (1945) (Указ Президиума ВС СССР от 21.02.1945 № 220/270) Информация о награждении
- Орден Отечественной войны I степени (1943) (Приказ ВС Донского фронта от 21.01.1943 № 95/н) Описание Подвига, информация по награждению
- Орден Красного Знамени (1942) (Указ Президиума ВС СССР от 05.11.1942)
- Орден Красного Знамени (1943) (Приказ ВС Воронежского фронта подразделения от 28.09.1943 № 173/н) Описание Подвига, информация по награждению
- Орден Красного Знамени (1944) (Указ Президиума ВС СССР от 03.11.1944 № 219/132) Информация о награждении
- Орден Красного Знамени (1949) (Указ Президиума ВС СССР от 20.06.1949) Информация о награждении
- Орден Красной Звезды (1940) (Указ Президиума ВС СССР от 12.03.1940)
- Орден Александра Невского (1944) (Приказ ВС 1 Прибалтийского фронта от 29.07.1944 № 661 ) Описание Подвига, информация по награждению
- Орден Кутузова II степени (1945) (Указ Президиума ВС СССР от 29.06.1945)
- Медаль «За оборону Ленинграда» (1944)
- Медаль «За оборону Сталинграда» (1943)
- Медаль «За победу над Германией в Великой Отечественной войне 1941—1945 гг.» (1945)
- Юбилейная медаль: «ХХ лет РККА» (1938)
- Юбилейная медаль «30 лет Советской Армии и Флота» (1948)